# Millettia micans
Millettia micans là một loài rau đậu thuộc họ Fabaceae.
Loài này chỉ có ở Tanzania.